# Lupiana
Lupiana település Spanyolországban, Guadalajara tartományban. Lupiana Guadalajara, Centenera, Atanzón, Valfermoso de Tajuña, Romanones és Horche községekkel határos. Lakosainak száma 325 fő (2024).

## Népesség
A település népessége az utóbbi években az alábbiak szerint változott:
| Lakosok száma | 254  | 227  | 247  | 237  | 266  | 247  | 257  | 257  | 268  | 325  |
|               | 2001 | 2004 | 2006 | 2009 | 2011 | 2014 | 2016 | 2019 | 2021 | 2024 |